# Bulgaarse volleybalploeg (mannen)

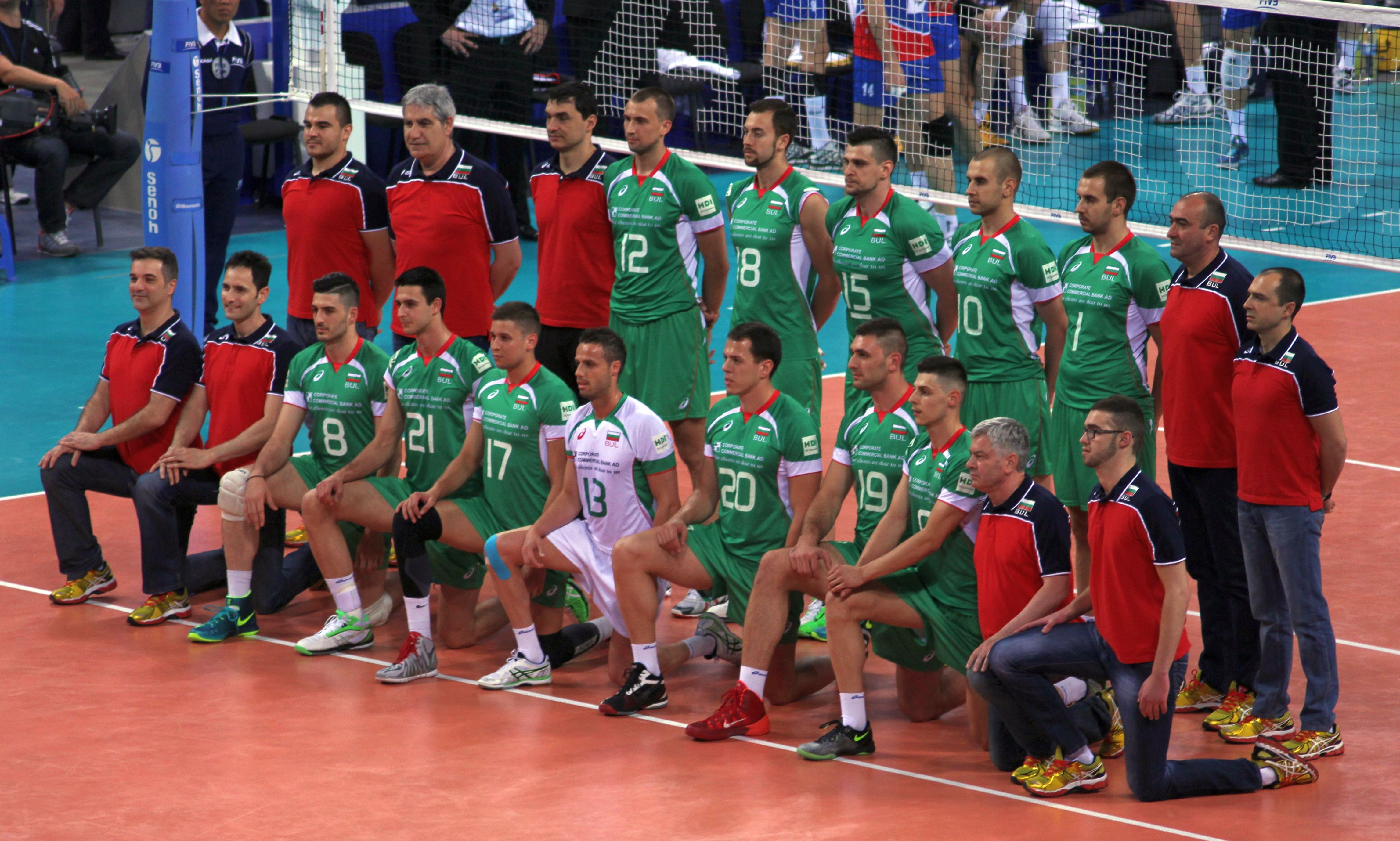
De Bulgaarse volleybalploeg in 2014

De Bulgaarse herenvolleybalploeg is de vertegenwoordigende ploeg van Bulgarije op internationaal volleybalniveau. Op het Wereldkampioenschap volleybal van 2007 veroverden de Bulgaren de bronzen medaille. Het is een van de meest toonaangevende teams in Europa en de wereld.

## Selectie

### Wereldkampioenschap 2007
Trainer/Coach: Martin Stoev ( BUL)
| No. | Naam                | Club                       | Land |
| --- | ------------------- | -------------------------- | ---- |
| 1   | Evgeni Ivanov       | Jastrzebski Wegiel SA      | POL  |
| 2   | Hristo Tsvetanov    | Budvanska Rivijera Budva   | CRO  |
| 3   | Andrey Zhekov       | Patron Patra               | GRE  |
| 4   | Boyan Yordanov      | Olympiakos Piraeus         | GRE  |
| 5   | Krasimir Gaydarski  | Olympiakos Piraeus         | GRE  |
| 6   | Matey Kaziyski      | Itas Diatec Trentino       | ITA  |
| 7   | Nikolay Nikolov     | Lukoil Neftohimik          | BUL  |
| 8   | Ivan Stanev         | Lukoil Neftohimik          | BUL  |
| 11  | Vladimir Nikolov    | BreBanca Lannutti Cuneo    | ITA  |
| 13  | Teodor Salparov     | CSKA Sofia                 | BUL  |
| 15  | Todor Aleksiev      | Volley Citta di Corigliano | ITA  |
| 17  | Plamen Konstantinov | Iraklis Thessaloniki       | GRE  |